# Śnieżny bałwanek Mrozik
Śnieżny bałwanek Mrozik – amerykański krótkometrażowy film animowany wytwórni Rankin/Bass Productions, specjalnie stworzony dla CBS. Światowa premiera odbyła się 7 grudnia 1969. Film został pokazany po raz pierwszy w Polsce przez Polsat i TVP1 25 grudnia 2009 roku.

## Obsada
- Jackie Vernon jako Bałwanek Mrozik
- June Foray  jako Karolinka

## Wersja polska

### Dubbing
- Andrzej Chudy –
  - Narrator,
  - Czaruś Maruś,
  - Święty Mikołaj
- Julita Kożuszek-Borsuk –
  - Nauczycielka,
  - Karolinka,
  - Chłopiec w zielonym płaszczu
- Dariusz Błażejewski –
  - Bałwanek Mrozik,
  - Policjant,
  - Sprzedawca biletów

i inni

### Lektor Polsat
Opracowanie wersji polskiej: IZ-TEXT

Czytał: Ireneusz Załóg